# Точка дотику
Точка дотику множини — це така точка, будь-який окіл якої містить принаймні одну точку даної множини.

## Визначення
Нехай дано топологічний простір {\displaystyle (X,{\mathcal {T}})}, і підмножина {\displaystyle A\subset X}. Точка {\displaystyle x\in A} називається точкою дотику множини {\displaystyle A}, якщо для будь-якої відкритої множини {\displaystyle U\in {\mathcal {T}}}, такої що {\displaystyle x\in U} виконується {\displaystyle U\cap A\not =\emptyset }.

## Зв'язані поняття
- Сукупність всіх точок дотику множини A називається замиканням множини і позначається {\displaystyle {\bar {A}}} або {\displaystyle [A]}.

## Властивості
- Кожна точка множини є точкою дотику цієї множини. Навпаки невірно, точка дотику множини не зобов'язана їй належати.